# Barbeau Peak
Barbeau Peak oder Barbeau-Spitze auf der Ellesmere-Insel ist mit 2616 Metern Seehöhe der höchste Berg des kanadischen Territoriums Nunavut. Er ist zugleich der höchste Gipfel des nordamerikanischen Kontinents östlich der Rocky Mountains sowie des British Empire Range und der Arktischen Kordillere. Der Gipfel liegt rund 43 km Luftlinie nordwestlich des Lake Hazen im Quttinirpaaq-Nationalpark, dessen höchster Punkt er ist.
Die Erstbesteigung gelang 1967 dem britischen Alpinisten Geoffrey Hattersley-Smith (1923–2012), erst 1981 wurde der Berg ein zweites Mal erklommen. 1969 wurde er nach dem kanadischen Anthropologen Marius Barbeau benannt.